# Lester Sterling
Lester George Sterling, pseud. Ska, Mr. Versatile (ur. 31 stycznia 1936 w Kingston, zm. 16 maja 2023) – jamajski saksofonista, trębacz i kompozytor, muzyk sesyjny Studia One Clementa „Sir Coxsone’a" Dodda, ostatni żyjący spośród dziewięciorga współzałożycieli zespołu The Skatalites; jeden z prekursorów muzyki ska i rocksteady.

## Życiorys
Urodził się i dorastał w biednej dzielnicy Allman Town przyległej do Trenchtown, największych slumsów na przedmieściach stolicy Jamajki. Podobnie jak trójka jego braci, uczęszczał do szkoły Alpha Boys School, prowadzonej przez katolickie siostry zakonne, której to absolwentami była cała rzesza znanych muzyków, m.in. trójka przyszłych współzałożycieli The Skatalites: Don Drummond, Tommy McCook i Johnny „Dizzy” Moore. Mając 9 lat, dołączył do szkolnego zespołu jako trębacz. Po ukończeniu ostatniego roku nauki, wraz ze swoim kolegą z klasy, Karlem Bryanem, dołączył do jazzowego big bandu Stanleya Hedlama; następnie w roku 1956 został członkiem słynnej orkiestry Vala Bennetta. To w tym okresie, zainspirowany grą swojego starszego brata Gladstone’a, zainteresował się saksofonem altowym – jego wielkim idolem został wówczas znany amerykański saksofonista jazzowy, Charlie Parker. W przeciągu niecałych dwóch lat opanował grę na tym instrumencie do tego stopnia, że w roku 1959 zwyciężył w popularnym show radiowym pt. „Vere John’s Opportunity Knocks Talent Show”, mającym na celu wypromowanie młodych, utalentowanych muzyków. Natomiast w roku 1960 na kilka lat został członkiem Jamajskiej Orkiestry Wojskowej.
Szybko zdobyta przez saksofonistę popularność nie mogła ujść uwadze najważniejszego wówczas producenta i łowcy talentów na wyspie, Clementa „Sir Coxsone’a” Dodda, który zaprosił go do tworzonej wokół Studia One grupy muzyków sesyjnych. Późną wiosną 1964 roku formacja ta przyjęła swój ostateczny kształt – wśród dziewięciorga tworzących ją instrumentalistów znalazł się także Sterling – i tak narodzili się The Skatalites, najsłynniejszy zespół ska wszech czasów, który mimo iż istniał tylko przez niewiele ponad rok, zdołał w tym czasie zrewolucjonizować całą muzykę jamajską. Po rozpadzie grupy, do jakiego z różnych przyczyn doszło w sierpniu 1965 roku, Sterling nawiązał współpracę z brytyjskim producentem Sir Clancy Collinsem, dla którego nagrał kilka singli; brał również udział w sesjach innych rodzimych producentów, takich jak Duke Reid, Bunny Lee czy też Leslie Kong.
W roku 1967 dołączył do składu The Dragonaires Byrona Lee, gdzie stworzył trio trębaczy wraz Winstonem Grahamem i Lesterem Williamsem. Wiosną 1972 roku opuścił zespół i wyemigrował na stałe do Nowego Jorku. W roku 1975 większość dawnych członków założycieli The Skatalites, a wśród nich Sterling, zebrało się na pierwszej od niemal dekady wspólnej sesji, której efekty usłyszeć możemy na „solowym” albumie kontrabasisty Lloyd Brevetta African Roots. Krążek ten był niejako zapowiedzią reaktywacji zespołu, do której faktycznie doszło wstępnie na przełomie czerwca i lipca 1983 roku (pamiętny koncert na festiwalu Reggae Sunsplash w Montego Bay), a na stałe w roku 1986. Po śmierci Lloyda Knibba w maju 2011 roku, Sterling został ostatnim aktywnym członkiem zespołu spośród jego założycieli.
W roku 2002 nakładem własnego labelu Echo Records Sterling wydał kompilacyjny album pt. Sterling Silver, zawierający większość jego solowych utworów, w tym figurujące swego czasu na szczycie jamajskiej listy przebojów single „Pupa Lick” (1967) i „Bangarang” (1968).